# Orden von San Jorge de Alfama
Der Orden von San Jorge de Alfama war ein aragonischer Ritterorden. 
1201 gründete  Peter II. von Aragón zu Ehren des heiligen Georg den Orden von San Jorge de Alfama in Alfama. Die ersten Mitglieder kamen aus den Reihen des Ordens von Calatrava. Der Orden erhielt Güter des Templerordens und der Krone Aragoniens.
Der Orden wurde vom Heiligen Stuhl erst 1363 anerkannt. 

## Geschichte
Das Leben im Orden wurden gemäß den Regeln des Augustinus von Hippo organisiert. Der Orden eroberte von den Mauren aus Valencia die Städte Ademus und Castellfabib zurück.
Unter Alfons VIII. von Kastilien beteiligte sich der Orden am Angriff auf die Balearen und nahm auch an der Schlacht bei Las Navas de Tolosa teil. 
Mit der Anerkennung durch Papst Benedikt XIII. wurde er 1400 mit dem Orden von Montesa vereinigt. Der neue Orden hieß nun Orden von Montesa und San Jorge de Alfama.

## Großmeister des Ordens
- Juan de Almenara (1201–1213)
- Guillém Auger (1225)
- Guillém de Cardona (1229)
- Guerau de Prat (1233–1238)
- Arnau de Castellvell (1244–1254)
- Ramón de Guardia (1286)
- Hernando Gross (1288–1303)
- Domingo de Beri (1306)
- Pedro Gualch (1307–1312)
- Jaime de Tarrega (1317–1327)
- Pedro Gualch (1327–1331)
- Guillém Vidal (1337–1339)
- Humbert Sescort (1341–1355)
- Alberto Certores
- Guillém Castelló (1365–1385)
- Cristóbal Gómez (1387–1394)
- Francisco de Ripollés (1394–1400)